# Murilo Marcondes de Moura
Murilo Marcondes de Moura é um professor, ensaísta, poeta e crítico literário brasileiro.

## Biografia
Doutor em Teoria Literária e Literatura Comparada pela Universidade de São Paulo e Pós-Doutorado pela Université Paris-Est-Crétell, em Paris.

## Prêmios e reconhecimentos
O mundo sitiado. A poesia brasileira e a Segunda Guerra Mundial, recebeu o Prêmio Mário de Andrade na categoria Ensaio Literário, da Biblioteca Nacional, 2016 e, Melhor obra na categoria Crítica e Teoria Literária do Prêmio Jabuti, 2017.
No livro O mundo sitiado: A poesia brasileira e a Segunda Guerra Mundial, o professor realiza uma análise crítica das formas pelas quais quatro poetas centrais da tradição lírica brasileira responderam, em sua produção poética, aos desdobramentos históricos e simbólicos da Segunda Guerra Mundial. A obra também contempla a incidência da Primeira Guerra Mundial na poesia de Guillaume Apollinaire e Giuseppe Ungaretti, evidenciando um campo ainda marginalizado nos estudos literários brasileiros: o entrecruzamento entre literatura e experiência bélica no contexto da poesia moderna.

## Áreas de pesquisa
Com trajetória destacada no campo da teoria literária brasileira, atua como professor na Universidade de São Paulo, contribuindo para a formação de pesquisadores e ampliando o diálogo entre a literatura nacional e outras tradições.
Nomes estudados: Carlos Drummond de Andrade, Guimarães Rosa, Murilo Mendes, Manuel Bandeira, Dyonelio Machado e Cecília Meireles. Além disso, dedica-se ao estudo das relações entre literatura e história, da recepção de autores estrangeiros no Brasil, e do comparatismo poético, especialmente entre a poesia brasileira e francesa. Desenvolveu pesquisas sobre a obra de Guillaume Apollinaire, tema de seu pós-doutorado realizado na França. Nos últimos anos, tem ministrado regularmente disciplinas voltadas à literatura colonial brasileira, com ênfase nos séculos XVII e XVIII, abordando autores como: Antonio Vieira (sermões e cartas), Gregório de Matos, Cláudio Manuel da Costa, Tomás Antônio Gonzaga (e a tradição pastoril), Basílio da Gama (O Uraguai).